# 荣宇
荣宇（1983年11月24日—），中国足球运动员，司职中场，有较强的得分能力，目前效力于天津松江。
荣宇在上海九城征战乙级联赛时初露头角，帮助球队获得了冠军。2005年的甲级联赛中，荣宇表现十分出色，攻入13球而成为队内的第一得分点。不过年底俱乐部主席朱骏收购了上海中邦改名为联城，而荣宇则随之来到了上海联城参加超级联赛，不过并未重新获得主力位置。2007年，俱乐部与上海申花合并，荣宇又来到了上海申花。但是合并后的申花人员过剩，由于年龄原因不愿意继续进入预备队的荣宇请求转会，几经波折后最终以50万元的较低廉身价加盟浙江绿城，完成了自己一年半内的第三次转会。
2007年的联赛中，荣宇在对大连实德和对厦门蓝狮的两场比赛中攻入了一个远距离吊射和一个凌空扫射，被央视评选为中超该赛季十佳入球的第一位和第二位。